# Reduto da Santíssima Trindade da Barra

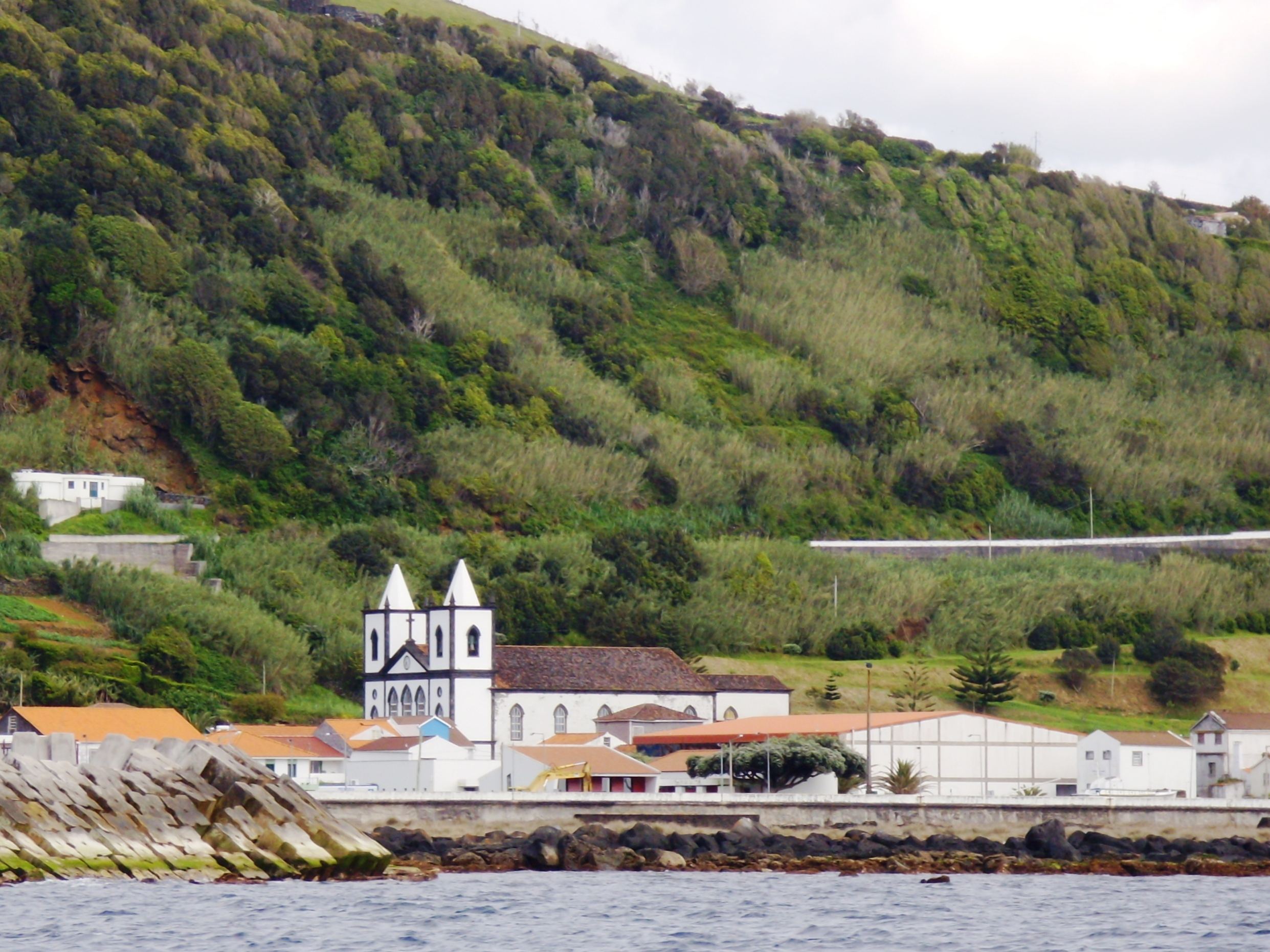
Porto de Lajes do Pico: ao fundo a atual Igreja da Santíssima Trindade.

O Reduto da Santíssima Trindade da Barra localizava-se na freguesia de Lajes do Pico, concelho de mesmo nome, na ilha do Pico, nos Açores.
Em posição dominante sobre este trecho do litoral, constituiu-se em uma fortificação destinada à defesa da barra deste ancoradouro contra os ataques de piratas e corsários, outrora frequentes nesta região do oceano Atlântico.

## História
No contexto da Guerra da Sucessão Espanhola (1702-1714) encontra-se referido como "O Reduto da Santíssima Trindade da Barra." na relação "Fortificações nos Açores existentes em 1710".
A estrutura não chegou até aos nossos dias.